# پنزادیزل‌مش
پِنزادیزل‌مَش (به‌معنی کارخانه دیزل پنزا) یک شرکت صنعتی روسی است که موتورهای دیزلی و محصولات مرتبط با آن‌ها را تولید می‌کند. این شرکت در سال ۱۹۴۸ تأسیس شد و اکنون بخشی از گروه ترنس‌مش‌هلدینگ است.

## محصولات
محصولات این شرکت شامل موتورهای دیزلی لوکوموتیوها، توربوشارژرها و قطعات یدکی برای این محصولات، همچنین پمپ‌های آب و روغن و کوپلینگ می‌باشند. موتورهای پنزا به‌طور گسترده‌ای در لوکوموتیوهای دیزلی روسیه از جمله کلاس TE2 (ТЭ۲)، TEM1 (ТЭМ۱)، TEM2 (ТЭМ۲) و TEM3 (ТЭМ۳) استفاده شده‌است.